# Hexeurytoma
Hexeurytoma is een geslacht van vliesvleugeligen uit de familie Eurytomidae. De wetenschappelijke naam van dit geslacht is voor het eerst geldig gepubliceerd in 1917 door Dodd.

## Soorten
Het geslacht Hexeurytoma omvat de volgende soorten:
- Hexeurytoma giraulti Boucek, 1988
- Hexeurytoma grandis Dodd, 1917
- Hexeurytoma nigripennis Boucek, 1988